# Flower power (The Flower Kings)
Flower power, "A journey to the hidden corners of your mind" is het vijfde muziekalbum van The Flower Kings. Het album behandelt de eeuwige strijd tussen goed en kwaad af en toe bekeken vanuit het christelijke oogpunt van Roine Stolt. Op eerdere albums liet hij al zijn religieuze gevoelens blijken. Het album is opgenomen gedurende de maanden juni tot en met november 1998 in de eigen Foxtrot Mobile Studio in Uppsala. Het werd gemastererd in december 1998.

## Musici
- Roine Stolt – gitaar, zang, toetsinstrumenten
- Tomas Bodin – toetsinstrumenten
- Hasse Fröberg – zang
- Michael Stolt – basgitaar
- Jaime Salazar – slagwerk
- Hasse Bruniusson – percussie

## Muziek
Het dubbelalbum valt in twee albums uiteen: Flower en Power; hieronder de weergave van de Japanse persing inclusief bonustracks.

| Nr. | Titel | Duur |
| --- | --- | --- |
| 1.  | Garden of dreams (Bodin, Roine Stolt (B,S) "1. Dawn" (B) "2. Simple song" (B,S) "3. Business vamp" (B,S) "4. All you can save" (B,S) "5. Attack of the monster briefcase" (B,S) "6. Mr. Hope goes to Wall Street" (B) "7. Did I tell you?" (B,S) "8. Garden of dreams" (B,S) "9. Don't let the d'evil in" (S) "10. Love is the word" (B,S) "11. There's no such night" (B,S) "12. The mean machine" (B,S) "13. Dungeon of the deep" (B) "14. Indian summer" (B,S) "15. Sunny lane" (B,S) "16. Gardens revisited" (B,S) "17. Shadowland" (S) "18. The final deal" (S)) | 59:16 - 1:33 - 1:48 - 5:02 - 5:02 - 3:04 - 1:47 - 3:46 - 2:39 - 3:11 - 2:49 - 2:43 - 2:41 - 4:24 - 4:13 - 5:25 - 2:56 - 2:03 - 4:13 |
| 19. | Captain Capstan (Roine Stolt) | 0:45 |
| 20. | Ikea by night (Salazar) | 0:04 |
| 21. | Astral dog (Salazar, Stolt) | 8:03 |
| 22. | Regal dinners (bonustrack) | 3:14 |
| 23. | Papercup angels (bonustrack) | 1:50 |
| 24. | Butterfly queen (bonustrack) | 1:25 |

| Nr. | Titel                                       | Duur  |
| --- | ------------------------------------------- | ----- |
| 1.  | Deaf, numb & blind (Roine Stolt)            | 11:10 |
| 2.  | Stupid girl (Roine Stolt)                   | 6:49  |
| 3.  | Corruption (Roine Stolt)                    | 5:54  |
| 4.  | Power of kindness (Bodin)                   | 4:23  |
| 5.  | Psychedelic postcard (Roine Tolt)           | 8:42  |
| 6.  | Hudson River sirens call 1998 (Roine Stolt) | 4:47  |
| 7.  | Magic pie (Fröberg)                         | 8:19  |
| 8.  | Painter (Roine Stolt)                       | 6:45  |
| 9.  | Calling home (Roine Stolt)                  | 11:19 |
| 10. | Afterlife (Bodin, Stolt)                    | 4:34  |
| 11. | End of a century (bonus track)              | 2:01  |